# Hemerobius semblinus
Hemerobius semblinus is een insect uit de familie van de bruine gaasvliegen (Hemerobiidae), die tot de orde netvleugeligen (Neuroptera) behoort. 
Hemerobius semblinus is voor het eerst wetenschappelijk beschreven door Schrank in 1802.